# Guy Carbonneau
 (mai 2009).
Si vous disposez d'ouvrages ou d'articles de référence ou si vous connaissez des sites web de qualité traitant du thème abordé ici, merci de compléter l'article en donnant les références utiles à sa vérifiabilité et en les liant à la section « Notes et références ».
Pour les articles homonymes, voir Carbonneau.
Temple de la renommée : 2019
Joseph Harry Guy Carbonneau (né le 18 mars 1960 à Sept-Îles, Québec, Canada) est un joueur québécois de hockey sur glace. De la saison 2006-2007 à la Saison 2008-2009, il fut l'entraîneur-chef des Canadiens de Montréal avant d'être congédié le 9 mars 2009. Il fut un des propriétaires, ainsi que le président et gouverneur, des Saguenéens de Chicoutimi de 2000 à 2012. De plus, pour la saison 2009-2010 il agit comme analyste de matchs de hockey pour le réseau anglais CBC, avant de signer une entente en septembre 2010 avec le Réseau des sports.

## Carrière de joueur
Il a fait ses débuts dans la Ligue de hockey junior majeur du Québec en 1976 avec les Saguenéens de Chicoutimi. Sa fiche dans le junior est très respectable avec ses 171 buts et 264 passes pour un total de 435 points en 273 parties, lui donnant une moyenne de 1,6 point par partie. Carbonneau a porté les couleurs de Chicoutimi pendant quatre ans avant de se joindre à l'organisation du Canadiens de Montréal à la suite du repêchage d'entrée dans la LNH 1979, il est repêché en 3e ronde, 44e au total. Avant de faire le grand saut dans l'équipe, Guy a dû patienter deux années avec le club école, qui était les Voyageurs de la Nouvelle-Écosse dans la Ligue Américaine de Hockey, il a encore bien paru avec ses 182 points en 155 parties, dont 62 buts et 120 passes. De 1989 à 1994, Guy Carbonneau fut le capitaine des Canadiens de Montréal. En 1994-1995, il se joignit aux Blues de Saint-Louis par l'entremise d'une transaction, le Canadien a obtenu les services de Jim Montgomery en retour de Carbonneau. L'année suivante, Carbonneau décide de poursuivre sa carrière au Texas, à Dallas. En 2000, le grand joueur annonça sa retraite. Sa fiche en carrière est de 260 buts et 403 passes pour un total de 663 points en 1318 parties. En séries éliminatoires, il a obtenu 38 buts et 55 passes pour un total de 93 points en 231 parties.
Il a remporté trois coupes Stanley : avec les Canadiens de Montréal en 1986 et 1993, puis avec les Stars de Dallas en 1999.
Il a gagné le trophée Frank-J.-Selke en 1988, 1989 et 1992.

## Vie personnelle
Guy Carbonneau est le beau-père du joueur de la LNH Brenden Morrow son ancien coéquipier avec les Stars de Dallas. Sa fille, Anne-Marie, est mariée avec Morrow depuis le 20 juillet 2002. Ils ont trois enfants : Bryelle, des jumeaux : un garçon prénommé Brody, et une fille Mallory.

## Statistiques de joueur
Pour les significations des abréviations, voir Statistiques du hockey sur glace.
| Saison     | Équipe                          | Ligue      |       | Saison régulière | Saison régulière | Saison régulière | Saison régulière | Saison régulière |    | Séries éliminatoires | Séries éliminatoires | Séries éliminatoires | Séries éliminatoires | Séries éliminatoires |
| Saison     | Équipe                          | Ligue      | PJ    | B                | A                | Pts              | Pun              | PJ               | B  | A                    | Pts                  | Pun                  |                      |                      |
| 1976-1977  | Saguenéens de Chicoutimi        | LHJMQ      | 59    | 9                | 20               | 29               | 8                | -                | -  | -                    | -                    | -                    |                      |                      |
| 1977-1978  | Saguenéens de Chicoutimi        | LHJMQ      | 70    | 28               | 55               | 83               | 60               | -                | -  | -                    | -                    | -                    |                      |                      |
| 1978-1979  | Saguenéens de Chicoutimi        | LHJMQ      | 72    | 62               | 79               | 141              | 47               | -                | -  | -                    | -                    | -                    |                      |                      |
| 1979-1980  | Saguenéens de Chicoutimi        | LHJMQ      | 72    | 72               | 110              | 182              | 66               | -                | -  | -                    | -                    | -                    |                      |                      |
| 1979-1980  | Voyageurs de la Nouvelle-Écosse | LAH        | -     | -                | -                | -                | -                | 2                | 1  | 1                    | 2                    | 2                    |                      |                      |
| 1980-1981  | Voyageurs de la Nouvelle-Écosse | LAH        | 78    | 35               | 53               | 88               | 87               | 6                | 1  | 3                    | 4                    | 9                    |                      |                      |
| 1980-1981  | Canadiens de Montréal           | LNH        | 2     | 0                | 1                | 1                | 0                | -                | -  | -                    | -                    | -                    |                      |                      |
| 1981-1982  | Voyageurs de la Nouvelle-Écosse | LAH        | 77    | 27               | 67               | 94               | 124              | 9                | 2  | 7                    | 9                    | 8                    |                      |                      |
| 1982-1983  | Canadiens de Montréal           | LNH        | 77    | 18               | 29               | 47               | 68               | 3                | 0  | 0                    | 0                    | 2                    |                      |                      |
| 1983-1984  | Canadiens de Montréal           | LNH        | 78    | 24               | 30               | 54               | 75               | 15               | 4  | 3                    | 7                    | 12                   |                      |                      |
| 1984-1985  | Canadiens de Montréal           | LNH        | 79    | 23               | 34               | 57               | 43               | 12               | 4  | 3                    | 7                    | 8                    |                      |                      |
| 1985-1986  | Canadiens de Montréal           | LNH        | 80    | 20               | 36               | 56               | 57               | 20               | 7  | 5                    | 12                   | 35                   |                      |                      |
| 1986-1987  | Canadiens de Montréal           | LNH        | 79    | 18               | 27               | 45               | 68               | 17               | 3  | 8                    | 11                   | 20                   |                      |                      |
| 1987-1988  | Canadiens de Montréal           | LNH        | 80    | 17               | 21               | 38               | 61               | 11               | 0  | 4                    | 4                    | 2                    |                      |                      |
| 1988-1989  | Canadiens de Montréal           | LNH        | 79    | 26               | 30               | 56               | 44               | 21               | 4  | 5                    | 9                    | 10                   |                      |                      |
| 1989-1990  | Canadiens de Montréal           | LNH        | 68    | 19               | 36               | 55               | 37               | 11               | 2  | 3                    | 5                    | 6                    |                      |                      |
| 1990-1991  | Canadiens de Montréal           | LNH        | 78    | 20               | 24               | 44               | 63               | 13               | 1  | 5                    | 6                    | 10                   |                      |                      |
| 1991-1992  | Canadiens de Montréal           | LNH        | 72    | 18               | 21               | 39               | 39               | 11               | 1  | 1                    | 2                    | 6                    |                      |                      |
| 1992-1993  | Canadiens de Montréal           | LNH        | 61    | 4                | 13               | 17               | 20               | 20               | 3  | 3                    | 6                    | 10                   |                      |                      |
| 1993-1994  | Canadiens de Montréal           | LNH        | 79    | 14               | 24               | 38               | 48               | 7                | 1  | 3                    | 4                    | 4                    |                      |                      |
| 1994-1995  | Blues de Saint-Louis            | LNH        | 42    | 5                | 11               | 16               | 16               | 7                | 1  | 2                    | 3                    | 6                    |                      |                      |
| 1995-1996  | Stars de Dallas                 | LNH        | 71    | 8                | 15               | 23               | 38               | -                | -  | -                    | -                    | -                    |                      |                      |
| 1996-1997  | Stars de Dallas                 | LNH        | 73    | 5                | 16               | 21               | 36               | 7                | 0  | 1                    | 1                    | 6                    |                      |                      |
| 1997-1998  | Stars de Dallas                 | LNH        | 77    | 7                | 17               | 24               | 40               | 16               | 3  | 1                    | 4                    | 6                    |                      |                      |
| 1998-1999  | Stars de Dallas                 | LNH        | 74    | 4                | 12               | 16               | 31               | 17               | 2  | 4                    | 6                    | 6                    |                      |                      |
| 1999-2000  | Stars de Dallas                 | LNH        | 69    | 10               | 6                | 16               | 36               | 23               | 2  | 4                    | 6                    | 12                   |                      |                      |
| Totaux LNH | Totaux LNH                      | Totaux LNH | 1 318 | 260              | 403              | 663              | 820              | 231              | 38 | 55                   | 93                   | 161                  |                      |                      |

## Carrière d'entraîneur

### 2006-2007
Après sa carrière de joueur, Carbonneau est engagé à titre de directeur du personnel des joueurs chez le Canadien. Peu après, il devient l'adjoint de Michel Therrien de novembre 2000 jusqu'en 2002. À la suite de cette saison, Carbonneau est embauché en tant qu'adjoint au directeur-général chez les Stars de Dallas.
Le 14 janvier 2006, le directeur-général des Canadiens de Montréal, Bob Gainey, annonce le congédiement de leur entraîneur chef, Claude Julien. Il annonce, par la même occasion, qu'il prend le poste d'entraîneur par intérim, que Guy Carbonneau sera son adjoint et qu'au début de la saison suivante (2006-2007), ce dernier deviendra l'entraîneur-chef de l'équipe. Carbonneau dirige son premier match officiel le 6 octobre contre les Sabres de Buffalo (une défaite de 5-4 en fusillade). Il connaît sa meilleure série de victoires consécutives entre le 12 décembre et le 21 décembre 2006 alors que les Canadiens remportent cinq matchs de suite.
Malgré l'excellent début de saison de l'équipe, Guy Carbonneau et ses hommes ne parviennent pas à se tailler une place en séries éliminatoires, étant éliminés à la dernière partie de la saison par les Maple Leafs de Toronto.
En cours de saison, les médias rapportent quelques problèmes entre Carbonneau et son joueur vedette Alekseï Kovaliov, qui ne connaît pas une saison à la hauteur de son talent et un autre joueur d'origine russe, Sergei Samsonov, qui se plaint haut et fort de son temps d'utilisation. Plusieurs reprocheront au jeune entraîneur de ne pas avoir réagi rapidement et d'avoir laissé trop d'espace et de pouvoir à Alekseï Kovaliov. D'ailleurs, des commentaires de prétendues sources fiables affirmeront que Alekseï Kovaliov juge que l'entraîneur Guy Carbonneau n'aime pas les joueurs Russes. Les propos seront niés aussitôt par les deux hommes concernés.

### 2007-2008
Tout comme l'année précédente, les hommes de Guy Carbonneau démarrent l'année sur les chapeaux de roue. Celui qui faisait figure d'énigme complète en 2006-2007, Alekseï Kovaliov, redevient le joueur qu'il était et devient un leader incontesté.
En cette saison 2007-2008, Guy Carbonneau démontre plus d'assurance derrière le banc du Canadien et il prouve qu'il a énormément appris à la suite des déboires de son équipe en deuxième moitié de saison de l'année précédente. Les passages à vide sont rares et l'entraîneur-chef garde le cap au cours des mauvaises séquences.
Le seul point d'interrogation est relié à l'utilisation des gardiens de but. Le vétéran Cristobal Huet et le jeune Carey Price se partagent le filet en début de saison et les deux offrent un rendement satisfaisant. Néanmoins, on demande que Guy Carbonneau identifie clairement un numéro 1. À la suite d'une rencontre difficile au début janvier face aux Capitals de Washington, la recrue Carey Price est cédée aux Bulldogs de Hamilton. Ceci démontre que l'homme de confiance de l'entraîneur est le Français Cristobal Huet. Ce dernier offrira des performances exemplaires jusqu'au retour de Carey Price un mois plus tard. La grande question revient : qui est le numéro 1 ? Cette question sera réglée définitivement à la fin février lorsque Cristobal Huet est échangé aux Capitals de Washington.
Guy Carbonneau conduit sa formation au titre de l'association de l'Est, un premier championnat de section depuis la saison 1988-1989, année où Guy Carbonneau évoluait justement avec l'équipe. Le parcours en séries se termine plus rapidement que prévu, après avoir éliminé difficilement les coriaces Bruins de Boston en 7 parties, le Canadien est renversé par les Flyers de Philadelphie en 5 parties. Pourtant, le Tricolore avait remporté tous ses matchs contre ces deux équipes en saison régulière.
Malgré cette défaite en séries, Guy Carbonneau est en nomination pour le trophée Jack-Adams remis au meilleur entraîneur mais se fait devancer par Bruce Boudreau des Capitals de Washington.

### 2008-2009
Les attentes en cette année du centenaire sont très élevées. Le Canadien répond bien en entamant la saison avec 8 victoires en 10 parties. Qui plus est, le rendement de l'équipe est supérieur à celui de la saison précédente à la mi-saison. En janvier 2009, il est nommé entraîneur adjoint de l'équipe de l'est au Match des étoiles avec Claude Julien. Le directeur-général Bob Gainey, dans son bilan de mi-saison, mentionne même que sa meilleure décision depuis qu'il est en poste est l'embauche de Guy Carbonneau.
Toutefois, le Canadien connaît une séquence chaotique en janvier et en février, surtout en raison de performances médiocres à l'extérieur. Un malaise commence à s'installer dans l'équipe et les décisions de l'entraîneur-chef deviennent de plus en plus contestées. En plus, certains joueurs sont identifiés comme un peu plus fêtards qu'autre chose. De plus, le directeur-général décide de reposer la vedette Alekseï Kovaliov pour deux parties, ce qui soulève bien des interrogations quant à la relation entre Guy Carbonneau et Kovaliov. Et le matin du 20 février, une nouvelle du journal La Presse a l'effet d'une bombe. Andrei Kostitsyn, Sergei Kostitsyn et Roman Hamrlik auraient des liens présumés avec un membre du crime organisé.
À ce moment, la fiche du Canadien est 3 victoires et 12 défaites depuis le 20 janvier. Toutefois, l'équipe reprend vie grâce à 4 victoires d'affilée, principalement en raison de performances inspirées du gardien Jaroslav Halak et du réveil de l'attaque à cinq. Le Canadien perd toutefois deux matchs à l'extérieur contre des clubs plus faibles, Buffalo et Atlanta, mais remporte une partie à Dallas. Cependant, pour plusieurs analystes, la performance laisse à désirer, surtout en raison de l'indiscipline marquée de l'équipe.
Le 9 mars 2009, insatisfait des performances de l'équipe et voulant consolider une place en séries, Bob Gainey congédie Carbonneau et le remplace à la tête de l'équipe pour la fin de saison.

### De retour derrière le banc pour la série Montréal-Québec
En janvier 2010, il est engagé par le réseau TVA à titre d'entraîneur-chef de l'équipe de la ville de Montréal pour affronter la Ville de Québec dans une série télé-réalité de 8 matchs. L'entraîneur-chef de l'équipe de Québec est Michel Bergeron. Il perd la série au compte final de 7-4 le 21 mars 2010 à l'Auditorium de Verdun à Montréal.

### Carrière dans les médias
Le 14 septembre 2010, Guy Carbonneau se joint à la station de télévision RDS afin de contribuer à partager ses opinions en tant qu'analyste.

## Statistiques d'entraîneur
Mis à jour le 10 mars 2009
| Saison    | Équipe                | Ligue |    | PJ | V  | D  | Pr                          |  | Séries éliminatoires |
| 2006-2007 | Canadiens de Montréal | LNH   | 82 | 42 | 34 | 6  | Non qualifiés               |  |                      |
| 2007-2008 | Canadiens de Montréal | LNH   | 82 | 47 | 25 | 10 | 2e tour                     |  |                      |
| 2008-2009 | Canadiens de Montréal | LNH   | 66 | 35 | 24 | 7  | Congédié en cours de saison |  |                      |